# 包衣
包衣（穆麟德轉寫：booi），全称包衣人（穆麟德轉寫：booi niyalma）或包衣佐领管领下人，是清代八旗制度下世代服役于皇帝、宗室王公之家的一个奴仆群体，由來源及管理上區分為佐領下人、管領下人、庄頭人三大類；主要担任府员、护卫、随侍、庄头、陵寝园寝守护等多种差使，从事管家务、供差役、随侍等，所以有“内八旗”之称，与被称作外八旗的更具军事职能的旗分佐领相对，但遇有战事包衣也应征参战。直属于皇帝的上三旗包衣称作“内务府属”，也称内三旗包衣；隶属于旗主王公的下五旗包衣称作“王公府属”，绝大部分在关外时期就已编入包衣之内。包衣并不是贱民，其奴仆身份仅仅与皇室、宗室王公而言，在社会上则基本与八旗中的一般旗人处于同一等级。他们也可能有自己的官阶、财产和旗下家奴。自乾隆二十一年（1756年）起，由于八旗生计问题，下五旗中的汉人包衣被大量放出，导致人口日渐减少。清末，包衣人口约占京旗所有正户旗人的11.7%。

## 简介
包衣一词的记载最早见于《满洲实录》（清实录）之中。最初的起源是女真部族的下层成员、统治家族收养、接纳的非血缘关系的家族、氏族成员和部分外戚族众等。如内府完颜氏就曾因与清太祖努尔哈赤有姻亲关系而被编入包衣。此外，还有许多追随清太祖起兵之勋戚都隶属于包衣，八旗定制后也未有变更。他们与统治家族结成的特殊关系，使得他们成为了最获信赖，也是最忠诚的家臣、家仆、得力助手，甚至是主人的朋友。随着努尔哈赤家族势力的不断扩大，包衣的来源也日益复杂。从之前的来源又拓展至战俘、契约奴仆和获罪之人。此后，以他们作为主体的包衣成员身份也日渐稳定，开始以一个奴仆阶层的形象出现在历史之中。
旗制建立后，专门设置包衣佐领、管领（转写：hontoho），在此之上置参领。佐领数量以满洲为最多，旗鼓次之，高丽、回子、番子佐领最少。其中满洲佐领中存在宗室、觉罗编隶包衣的情况。上三旗包衣有自己的户籍，属于正户，其地位属于正身旗人之列。由他们所组成的服务于皇室的机构——内务府平衡了宦官在宫内的权力，降低了宦官专权的可能性。下五旗包衣中也有一部分拥有自己的户籍，另一部分则依附于主家户口之内。隶属于包衣旗籍之人，除后妃家族抬旗、立战功、为官表现优异、罪案平反等缘故外，其身份是世代固定的，所生子女曰家生子（转写：ujin），再生为二辈奴（转写：furna）、三辈奴（转写：bolgosu）等，世代为主家服务。代数越多越受主家信任，地位也较高，并掌管重要事务。清朝入关之后，包衣可以更广泛地参加科举，由此进入仕途；还可以备选甲兵，组成各个种类的兵营。上三旗包衣由于直接隶属于皇帝，属于“皇帝家人”，其地位、仕途、补兵缺的机遇都要大大高于下五旗包衣。下五旗包衣由于私属于王公，出仕机遇也基本局限于王公府内任职。但朝廷一旦选任下五旗包衣为官，也无需征得其主家首肯。终清一代，包衣出将入相、担任封疆大吏之人是非常多的。
包衣虽为奴仆，但主家无权对其随意进行人身侵犯。皇帝会对虐待包衣的王公主家按照律例进行惩处，但虐待之事仍屡见不鲜。比较严重的一例当属道光十八年（1838年）惇亲王绵恺囚禁属人一案。惇亲王绵恺仅因琐事接连囚禁属下包衣达80余人，后被人告发，道光帝大怒，将绵恺降为郡王，革去宗令、都统等职，罚俸三年。绵恺受此打击于同年十二月薨逝。也有许多包衣与主家相处融洽。还有个别悍僕势大，反过来欺压王公主家的例子。如康亲王府包衣张凤阳曾将康亲王杰书的岳父家捣毁。此外，一部分出任庄头者在清中后期实际上控制了主家的地，并租种给佃户，成为了“二地主”。
包衣中也有受封世爵世职之家，其中大都抬入旗分佐领，仍留于包衣者有，三等男爵胡海、张时荐、扎克塔尔；获封世职者有二等轻车都尉白迩赫、侉色等。

## 歧义
因为包衣组织出现于八旗制度之前，所以初期也可以泛指除皇帝、宗室王公之外异姓勋戚贵族、未入八分宗室和一般旗人之家的奴仆，但随着包衣制度在八旗中的完善，为避免混乱，自顺治末年起，异姓旗人的私家奴仆在汉语中改称旗下家奴、八旗户下家奴等，在法律、婚姻、政治权利等方面的地位均要远远低于包衣。